# Liste der Biografien/Valb
Liste der Biografien |
Portal Biografien |
Personensuche
# |
A |
B |
C |
D |
E |
F |
G |
H |
I |
J |
K |
L |
M |
N |
O |
P |
Q |
R |
S |
T |
U |
V |
W |
X |
Y |
Z |
?
 
Va |
Vd |
Ve |
Vh |
Vi |
Vj |
Vl |
Vn |
Vo |
Vr |
Vs |
Vt |
Vu |
Vy
 
Vaa |
Vab |
Vac |
Vad |
Vae |
Vaf |
Vag |
Vah |
Vai |
Vaj |
Vak |
Val |
Vam |
Van |
Vap |
Vaq |
Var |
Vas |
Vat |
Vau |
Vav |
Vaw |
Vax |
Vay |
Vaz
 
Vala |
Valb |
Valc |
Vald |
Vale |
Valf |
Valg |
Valh |
Vali |
Valj |
Valk |
Vall |
Valm |
Valn |
Valo |
Valp |
Valq |
Vals |
Valt |
Valu |
Valv |
Valy |
Valz
Die Liste der Biografien führt alle Personen auf, die in der deutschsprachigen Wikipedia einen Artikel haben. Dieses ist eine Teilliste mit 16 Einträgen von Personen, deren Namen mit den Buchstaben „Valb“ beginnt.

## Valb

### Valbe
- Välbe, Jelena Walerjewna (* 1968), russische Skilangläuferin
- Välbe, Urmas (* 1966), estnischer Skilangläufer
- Valbelle, Jean-Baptiste de (1627–1681), französischer Aristokrat und Marineoffizier
- Valberg, Birgitta (1916–2014), schwedische Schauspielerin in Film, Fernsehen und Theater
- Valberg, Robert (1880–1955), österreichischer Schauspieler

### Valbo
- Valborge, Ludovic (1889–1945), haitianischer Sportschütze

### Valbu
- Valbuena Briones, Ángel (1928–2014), US-amerikanischer Romanist und Hispanist spanischer Herkunft
- Valbuena Jáuregui, José Agustín (1927–2024), kolumbianischer Geistlicher, römisch-katholischer Bischof von Valledupar
- Valbuena Prat, Ángel (1900–1977), spanischer Autor, Romanist und Hispanist
- Valbuena Rodríguez, Acacio (1922–2011), spanischer Geistlicher und Apostolischer Präfekt
- Valbuena Sánchez, Gilberto (1929–2021), mexikanischer Geistlicher, römisch-katholischer Bischof von Colima
- Valbuena, Luis (1985–2018), venezolanischer Baseballspieler
- Valbuena, Mathieu (* 1984), französischer FußballspielerMathieu Valbuena (* 1984)

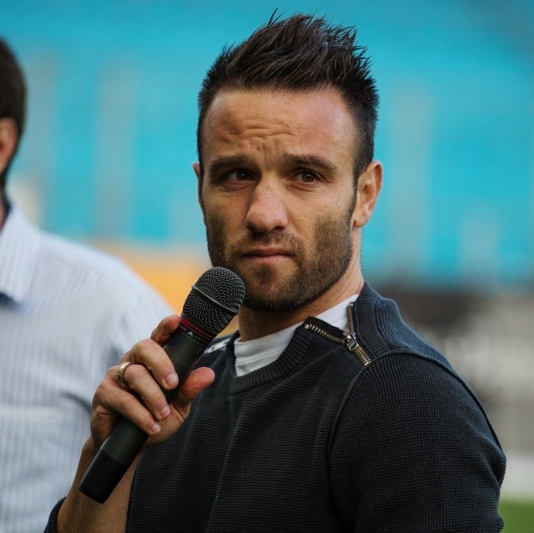
Mathieu Valbuena (* 1984)

- Valbusa, Fulvio (* 1969), italienischer Skilangläufer
- Valbusa, Sabina (* 1972), italienische Skilangläuferin

### Valby
- Valby, Parker (* 2002), US-amerikanische Langstreckenläuferin